# باول جارنر
باول جارنر (بالإنجليزية: Paul Garner)‏ (1 ديسمبر 1955 في المملكة المتحدة - ) هو لاعب كرة قدم بريطاني في مركز الدفاع. لعب مع شيفيلد يونايتد ونادي غيلينغهام وهدرسفيلد تاون ونادي مانسفيلد تاون.

## وصلات خارجية
- باول جارنر على موقع قاعدة بيانات كرة القدم.إي يو (الإنجليزية)